# Earias simillima
Earias simillima är en fjärilsart som beskrevs av Walker 1866. Earias simillima ingår i släktet Earias och familjen trågspinnare. Inga underarter finns listade i Catalogue of Life.